# Мора Тирни
Мора Лин Тирни (3. фебруар 1965) је америчка телевизијска и филмска глумица.
Мора Тирни је најпознатија по улогама Еби Локхарт у серији Ургентни центар и поручнице Џесике Брејди у серији Ред и закон.